# Bohdan Butko
Bohdan Jewhenowycz Butko, ukr. Богдан Євгенович Бутко (ur. 13 stycznia 1991 w Konstantynówce) – ukraiński piłkarz grający na pozycji obrońcy. Aktualnie zawodnik ukraińskiego klubu Zoria Ługańsk.

## Kariera piłkarska

### Kariera klubowa
Wychowanek Akademii Piłkarskiej Szachtar Donieck, barw którego bronił w juniorskich mistrzostwach Ukrainy (DJuFL). Karierę piłkarską rozpoczął 3 kwietnia 2008 w trzeciej drużynie Szachtara. Potem występował w drużynie rezerw. W lipcu 2010 został wypożyczony do Wołynia Łuck. W czerwcu 2011 ponownie został wypożyczony, tym razem do Illicziwca Mariupol. Od 23 lutego 2015 przebywał na wypożyczeniu w Amkarze Perm. Latem 2016 wrócił do Szachtara Donieck. 17 lutego 2020 został wypożyczony na pół roku z Szachtara Donieck do Lecha Poznań.

### Kariera reprezentacyjna
Występował w juniorskich reprezentacjach U-16, U-17, U-18 oraz U-19. 2 września 2011 debiutował w reprezentacji Ukrainy w przegranym 2:3 meczu towarzyskim z Urugwajem.

## Sukcesy i odznaczenia
- mistrz Europy U-19: 2009